# Kim Fields
Kim Victoria Fields (Nova Iorque, 12 de maio de 1969) é uma atriz, diretora e roteirista estadunidense. Fields é conhecida por seus papéis como Dorothy "Tootie" Ramsey na sitcom da NBC The Facts of Life (1979–1988), e como Regine Hunter em Living Single (1993–1998). Ela é filha da atriz e diretora Chip Fields e irmã mais velha da atriz Alexis Fields.